# Lipotriches panganina
Lipotriches panganina là một loài Hymenoptera trong họ Halictidae. Loài này được Strand mô tả khoa học năm 1911.